# Conrad Christoph von Blixen
Conrad Christoph von Blixen (schwedisch Conrad Christoffer friherre von Blixen; * 22. Juli 1716 in Klein Zastrow; † 2. April 1787 ebenda) war ein General der schwedischen Armee aus Schwedisch-Pommern.

## Leben
Conrad Christoph war der älteste Sohn von Conrad Christoph von Blixen (1679–1751) und der Elisabeth Sophie von Flotow (1692–1733). Er trat 1730 als Volontär der schwedischen Leibgarde bei. 1731 wurde er Fourier und 1732 wurde er zum Sergeant befördert. 1733 war er Leutnant in der Infanterie-Leibgarde des polnischen Königs Stanislaus I. Leszczyński. Dort wurde er 1734 zum Hauptmann befördert und diente 1737 als königlicher Leibtrabant.
Im Jahr seiner Hochzeit zog er 1744 mit seiner Frau zu seinem Schwiegervater nach Näsbyholm in Schweden. 1747 kam er als Hauptmann ins Leibregiment der Königin und wurde im selben Jahr zum Major befördert. Zum Oberstleutnant wurde er 1755 befördert, 1761 zum Generaladjutanten und Oberst in der Armee. 1766 wurde er Chef eines nach ihm benannten Regiments in Stralsund. Er gehörte 1771 zu den Unterstützern des Königs Gustav III.  1772 wurde er zum Generalmajor ernannt und 1776 zum Generalleutnant befördert.
Conrad Christoph von Blixen wurde 1748 zum Ritter und 1772 zum Kommandeur des Schwertordens ernannt. Zusammen mit seinem Bruder Hans Gustav wurde er 1756 in den schwedischen Adel aufgenommen (naturalisiert). 1772 wurde er in den schwedischen Freiherrenstand erhoben.
Er war seit 1744 mit Margaretha Catharina von Finecke verheiratet, die in Passow  in der Nähe von Klein Zastrow aufgewachsen war. Ihre Eltern waren Christian Henrich von Finecke, Hauptmann der dänischen Garde sowie Besitzer von Passow in Vorpommern und Näsbyholm in Schonen, und Christina Sophia von Soltow. Der Ehe entstammten drei Söhne und zwei Töchter, darunter der spätere Generalleutnant Carl Philip von Blixen-Finecke. Christian Henrich von Finecke richtete in Näsbyholm ein Fideikommiss zugunsten seines ältesten Enkels Conrad Christian von Blixen ein, das bis zu dessen Volljährigkeit vom Vater verwaltet wurde.